# Centrum Walzel
Centrum Walzel je víceúčelové centrum, které vzniklo revitalizací bývalé mechanické tkalcovny Josefa Walzela, nacházející se uvnitř urbanizovaného území Meziměstí. Proměna prázdné, zchátralé mechanické tkalcovny naplnila tuto budovu novým obsahem. V Centru Walzel tak mohou návštěvníci najít restauraci, střelnici, posilovnu, víceúčelový sál, vinotéku, prodejnu potravin apod.

## Ocenění
- Zařazení projektu revitalizace Centra Walzel mezi „Proměny roku 2014“ v rámci celoroční akce „Má vlast cestami proměn“[3]
- Zařazení do publikace „Industriální topografie – architektura konverzí“[4]
- Zařazení do soutěže „DestinaCZE 2017“ v sekci „Fénix – znovuzrozený projekt“[5]